# Takashi Kojima
Takashi Kojima (小島 卓 Kojima Takashi?), född 4 augusti 1973 i Shiga prefektur, är en japansk före detta fotbollsspelare.
Kojima började sin karriär 1995 i Kashiwa Reysol. 1999 flyttade han till Vissel Kobe. Han avslutade karriären 2000.